# Malucha Pinto
Malucha Pinto Solari, född 16 april 1955 i Santiago, är en chilensk skådespelare, programledare och teaterregissör.

## Biografi

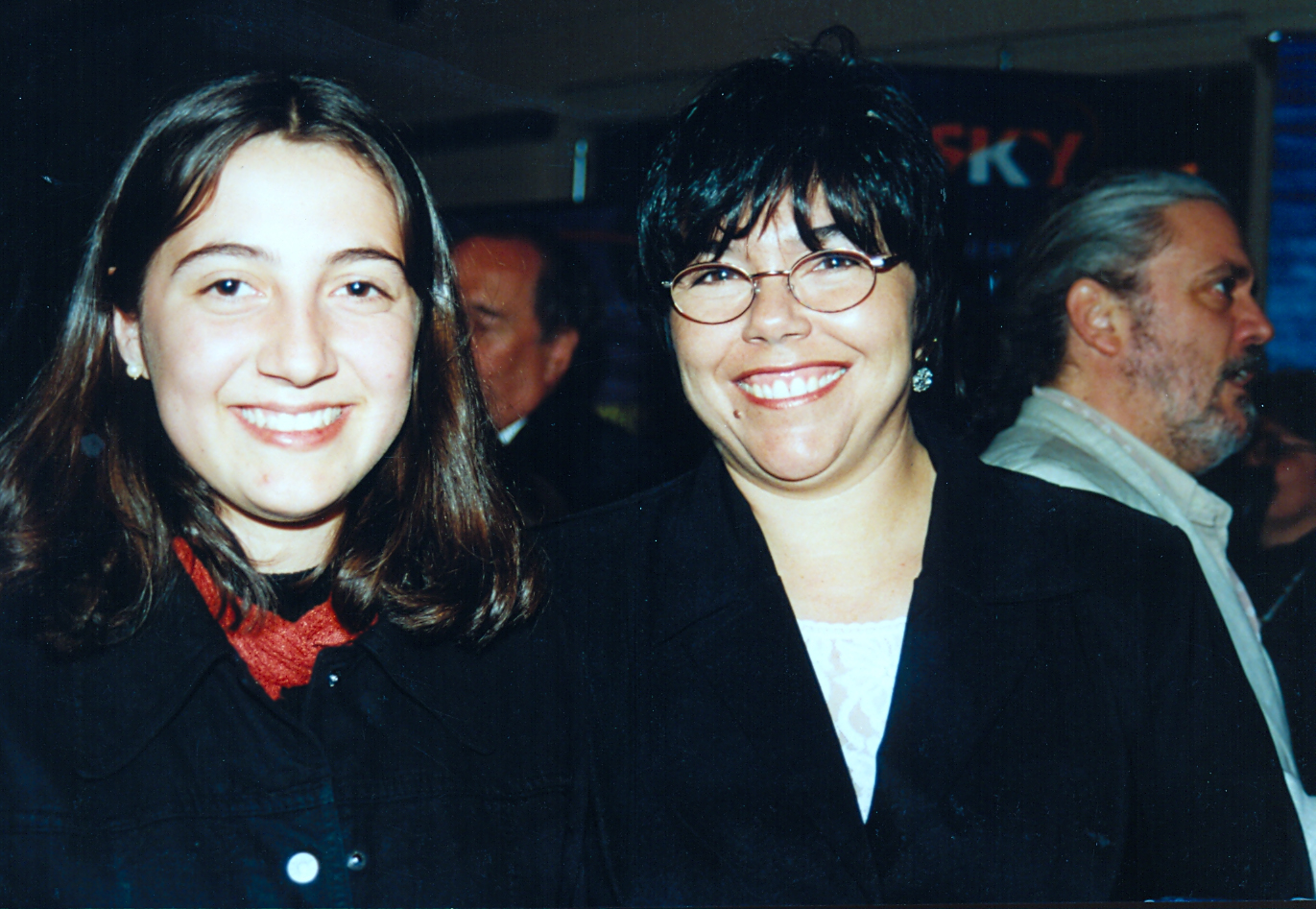
Pinto (till höger) 2002.

Pinto är dotter till  Aníbal Pinto Santa Cruz (därmed direkt ättling till presidenterna  Francisco Antonio Pinto och Aníbal Pinto Garmendia) och María Luisa Solari Mongrio, dansös från Nicaragua.
Hon inledde sin karriär med TV-serien Alguien por quien vivir, och gjorde sedan debut i TV-programmet Sábados gigantes 1982 som fröken Priscilla Caucaman i serien Los Eguiguren, som var kvar fram till början av 1987. Hon deltog sedan i humorprogrammet De chincol a jote där hon hade flera roller tillsammans med skådespelare som Coca Guazzinii och Gonzalo Robles. 1992 gjorde Malucha Pinto, Coca Guazzini y Gonzalo Robles ett nytt humorprogram på den officiella TV-kanalen TVN Jaguar Yu, som pågick fram till 1993.
1996 skrev hon teaterpjäsen "Tomás". Coca Guazzini tolkade där Malucha. Malucha och Joaquín Eyzaguirre är föräldrar till Tomás, som föddes med en allvarlig hjärnskada. 1997 skrev hon boken Cartas para Tomás (Brev till Tomás), som är tillägnad sonen.
2007 blev hon den första skådespelerskan som anställdes på kanalen Chilevisión, där hon deltog i TV-serien Vivir con 10.
Sedan den 9 mars 2011 deltar hon i redaktionsgruppen för veckotidskriften Cambio 21.
2011 regisserade hon teaterpjäsen La pasionaria.
2012 blev hon utnämnd till kandidat för priset APES för sin teaterpjäs La pasionaria. Samma år inbjöds hon till programmet Sábados gigantes tillsammans med Coca Guazzini, Gonzalo Robles och Cristián García-Huidobro för att på nytt delta i serien Los Eguiguren.
2016  belönades hon med priset Elena Caffarena för sitt arbete för kvinnors rättigheter i Chile.
Samma år återvände hon till Canal 13 för huvudrollen i serien Preciosas. Här hade hon rollen som Marta, en kvinna som hamnat i fängelse, men som kort därefter avtjänat sitt straff. Marta hade hand om köket och var älskad av vakter och fångar. Hennes största sorg var att hon förlorat sin son Darío (Cristian Arriagada) under sina år i fängelse. När hon återfår friheten stöttar hon villkorslöst de kvinnor som rymt från fängelser och hon kämpar även för att vinna tillbaka sin familj.

## Film
| Filmer | Filmer               | Filmer         | Filmer             |
| År     | Títel                | Roll           | Regissör           |
| ------ | -------------------- | -------------- | ------------------ |
| 1987   | Sussi                |                | Gonzalo Justiniano |
| 1999   | La chica del Crillón | Ismenia        | Alberto Daiber     |
| 2002   | El fotógrafo         | Mercedes       | Sebastián Alarcón  |
| 2006   | Rojo, la película    | Yurita Sánchez | Nicolás Acuña      |
| 2012   | No                   | Cameo          | Pablo Larraín      |

## Telenovelas
| TV-serier | TV-serier               | TV-serier                      | TV-serier   | TV-serier |
| År        | TV-serie                | Roll                           | Kanal       |           |
| --------- | ----------------------- | ------------------------------ | ----------- | --------- |
| 1982      | Anakena                 | Tjänstekvinna hos doktor Soler | Canal 13    |           |
| 1982      | Alguien por quien vivir | Olga Filippi                   | Canal 13    |           |
| 1999      | Cerro Alegre            | Zulema Chávez                  | Canal 13    |           |
| 2001      | Corazón pirata          | Ema Lecaros                    | Canal 13    |           |
| 2001      | Amores de mercado       | Mónica Peralta                 | TVN         |           |
| 2002      | Purasangre              | Rosa Espinoza                  | TVN         |           |
| 2003      | Pecadores               | Laura Machuca                  | TVN         |           |
| 2004      | Destinos cruzados       | Prudencia Barrera              | TVN         |           |
| 2005      | Los treinta             | Gloria Duarte                  | TVN         |           |
| 2007      | Vivir con 10            | Leonor Santa Cruz              | Chilevisión |           |
| 2008      | Mala conducta           | Ninfa Acevedo                  | Chilevisión |           |
| 2010      | Mujeres de lujo         | Teresa Moyano                  | Chilevisión |           |
| 2011      | Infiltradas             | Nélida Verdugo                 | Chilevisión |           |
| 2012      | La sexóloga             | Yolanda Tapia                  | Chilevisión |           |
| 2015      | Buscando a María        | Raquel Cifuentes               | Chilevisión |           |
| 2016      | Preciosas               | Marta Brosic                   | Canal 13    |           |
| 2018      | Soltera otra vez 3      | Marilu Puga                    | Canal 13    |           |

## TV-serier
| TV-serier | TV-serier              | TV-serier      | TV-serier   |
| År        | Serie                  | Roll           | Kanal       |
| --------- | ---------------------- | -------------- | ----------- |
| 1989      | Los Venegas            |                | TVN         |
| 2005      | Los Simuladores        | Susana         | Canal 13    |
| 2009      | Aquí no hay quien viva | Mónica Hurtado | Chilevisión |
| 2010      | Infieles               |                | Chilevisión |
| 2011      | Cesantes               | Soíla          | Chilevisión |

## TV-program
- El show del Tío Alejandro
- Los Eguiguren (1982-1987, 2012) - Srta. Priscilla
- De chincol a jote (1987-1991)
- Jaguar Yu (1992-1993) - flera  roller
- Teatro en Chilevisión (2012) - Fröken Lily
- Mentiras Verdaderas (La Red, 2013) - Gäst
- Sin Dios Ni Late (Zona Latina, 2013) - Gäst
- Buenos días a todos (TVN, 2013) - Gäst
- Meujeres Primero (La Red, 2013) - Gäst
- Dudo (Canal 13C, 2013) - Gäst
- Más vale tarde (Mega, 2014) - Gäst
- Buenos días a todos (TVN, 2015) - Gäst
- Sin Dios Ni Late (Zona Latina, 2015) - Gäst
- Me Late (UCV, 2016) - Gäst
- Algo Personal (UCV, 2016) -Gäst
- Bienvenidos (Canal 13, 2016) - Gäst
- Mi rincón (Chilevisión, 2017) - Gäst
- La noche es nuestra (Chilevisión, 2018)-Gäst

## Litterära verk
- Cartas para Tomás. (110 sidor) Förlag: Catalonia, Santiago de Chile. ISBN 978-956-8303-64-8
- Cartas de la memoria. Patrimonio epistolar de una generación de mujeres. 336 sidor. Förlag: Catalonia, Santiago de Chile. ISBN 9568303553